# Журден, Жан Филипп
Жан Филипп Журден (фр.  Jean Philippe Jourdain в Греции именуется Филипп(ас) Зурден — французский морской офицер, участник Наполеоновских войн и Освободительной войны Греции (1821—1829).
В греческой историографии более всего упоминается его участие в делегации временного греческого правительства безуспешно пытавшейся предстать перед Веронским конгрессом христианских монархий Европы, что могло бы послужить своего рода признанием и возможностью получения займа для ведения войны.
Ещё больший акцент делается на заключение Журденом несанкционированного временным правительством договора с Мальтийским орденом госпитальеров Св. Иоанна, который впоследствии был отвергнут. 
Автор часто цитируемой историографией Освободительной войны книги «Mémoires historiques et militaires sur les evenements de la Grèce: Depuis 1822, jusqu'au combat de Navarin» (Исторические и военные воспоминания о событиях в Греции с 1822 года до Наваринского сражения).

## Молодость
Информация о «догреческом периоде» этого наполеоновского морского офицера практически отсутствует. 
Известно что он был родом из аристократической семьи (современный английский историк Вильям Сент Клер именует его Count Jourdain – граф Журден), а также что в последний период Наполеоновских войн он командовал фрегатом. 
С Реставрацией Бурбонов и первым отречением Наполеона, в 1814 году Журден был отправлен в отставку.
Поскольку на тот момент он был командиром фрегата, это косвенным образом предполагает (до обнаружения даты и места его рождения) что он родился в 80-е годы XVIII века.

## В восставшей Греции
Как и многие другие ветераны революционных и наполеоновских войн, Журден был впечатлён разразившейся в 1821 Освободительной войной греков. 
Однако многие наполеоновские ветераны польстились на щедрое жалованье и карьеру в армии Османского Египта. Как следует из пролога издателя книги Журдена, он отказался служить паше Египта. 
Не располагаем информацией если Журден стал членом филэллинского комитета, но в начале 1822 года он решил отправиться добровольцем в сражающуюся Грецию. 
Он отбыл из Марселя 24 марта на судне “La Bonne Mere” и прибыл в город-крепость Монемвасию, которая сдалась повстанцам в конце июля 1821 года. 
Почти с прибытием Журдена в Монемвасию, турки совершили резню населения на острове Хиос, после которой замечание Журдена в его книге о Монемвасии-Хиосе принимает особое значение:
«Примечательно, что в варварстве больше всех отличились турки из города-крепости Монемвасия, которым греки при сдаче крепости даровали жизнь и переправили их в Малую Азию». 
Из Монемвасии, через остров Спеце, Журден прибыл в Аргос, после чего 2 мая направился в Коринф. 
Нет информации о степени вовлечённости Журдена в военные события региона в этот период. Греческая “Большая военная и морская энциклопедия 1935 года” более чем лаконично “информирует”: “Прибыл в 1822 году. Принял участие в разных сражениях”.
По прибытии в Грецию, согласно образному выражению Вильяма Сент Клера, Журден “стал адмиралом морских добровольцев” (had set himself up as ’admiral’ of the naval volunteers).
Тот факт что Журден, прибывший добровольцем воевать, был включён в состав греческой дипломатической делегации говорит о том, что он был отмечен временным греческим правительством, которое сочло, что ожидает от него большей пользы на дипломатическом поприще, нежели на поле боя.

## Перед Веронской миссией
А.С. Пушкин через несколько лет писал о периоде когда разразилась Греческая революция: 
Тряслися грозно Пиренеи
Волкан Неаполя пылал
Безрукий князь друзьям Мореи
Из Кишинёва уж мигал
В таком же порядке, но с негативной оценкой, рассматривал начало Освободительной войны греков и Священный союз христианских монархий Европы.
С самого начала восстания и озираясь на Священный союз, восставшие греки пытались дифференцировать свою Освободительную войну от революционных движений Испании и Италии.
Революционная организация Филики Этерия подготовившая восстание постепенно уступила руководство союзу землевладельцев – судовладельцев.
Когда же восставшие попытались силой утвердить во главе руководства возрождающейся страны Димитрия Ипсиланти брата и уполномоченного руководителя Филики Этерии Александра Ипсиланти, оказавшегося в австрийских застенках, то вмешался самый авторитетный греческий военачальник, Теодорос Колокотронис: «вы что, хотите чтобы нас сочли плохими людьми, карбонариями !».

## Веронская миссия
Веронский конгресс, как оказалось последний дипломатический конгресс Священного союза, проходил с 20 октября по 14 декабря 1822 года. 
Ожидая что конгресс обсудит греческий вопрос, временное греческое правительство организовало делегацию, которая должна была доставить на конгресс «петицию», и попытаться предстать перед конгрессом и развить там позиции восставших греков. 
Греческое правительство в своей петиции заявляло, что оно не признает никакого решения конгресса, если конгресс не выслушает его посланников:503. 
Греческое правительство просило « если не помощь, то хотя бы нейтралитет» христианских держав:503 и заявляло, что в любом случае греки будут «сражаться до конца, верные Нашему Спасителю, нашему Царю и Господу»:504. 
В состав греческой делегации вошли епископ Герман (Гозис), политик и военачальник граф Метаксас, Андреас, Георгиос Мавромихалис как представитель большого военного клана Мавромихалисов, и капитан Журден, что само по себе говорит о признании Журдена греческим правительством. 
Но греческой делегации было отказано предстать перед конгрессом.
Д. П. Татищев выполнявший также роль секретаря конгрессов Священного союза, отмечал атмосферу господствовавшую на конгрессе – «не слышно и единого голоса в пользу греков». 
В конечном итоге Веронский конгресс осудил Греческую революцию. В коммюнике изданном 2 декабря 1822 года, среди прочего отмечалось: 
« большое политическое событие вспыхнуло к концу последнего конгресса (в Лайбахе). 
Всё то что подрывает дух общества и зародилось на западном полуострове (см. В Испании), и была совершена попытка осуществить это в Италии, преуспело в восточной оконечности Европы. 
В то время когда вооружённые революции были силой подавлены в королевствах Неаполя и Сардинии, революционный факел был брошен в центр Османской империи.
Монархи, приняв твёрдое решение отвергнуть принцип революции везде и в любой форме которую она принимает, в полном согласии поспешили осудить её (Греческую революцию), непоколебимо занятые своей заботой, они отвергли всё что могло их сбить со своего пути.
Но прислушиваясь к голосу совести и священного долга, они также выступили в защиту жертв этого безрассудного и преступного выступления.
Многочисленные и дружественные взаимные объявления пяти (королевских) дворов в этот период, одного из самых важных для их Союза, привели всех к согласию в вопросе Востока, и Веронский конгресс должен установить и подтвердить назначенное».

## Сделка Журдена с Мальтийским орденом
Греческая делегация была обескуражена и находилась в растерянности. 
Её попытка предстать перед Папой Рима также была безуспешной, несмотря на готовность делегации пойти на уступки в вопросах Веры. 
Пий VII не принял греческую делегацию и Журден обвинил в этом австрийскую дипломатию. 
Эту позицию разделяет и греческий историк Спиридон Трикупис, добавляя что сам престарелый (80-летний) Папа был благосклонен к греческому делу.
А. Вакалопулос пишет что идея контакта с Мальтийским орденом принадлежит отчаявшемуся А. Метаксасу, который поручил Журдену встретиться с иоаннитами в Париже, что он и сделал с помощью служащего в МИД Франции Панайотиса Кодрикаса»:504. 
Другим важным фактором этого поручения был также тот факт, что и сам Журден состоял в этом рыцарском Ордене.

## Переговоры с Мальтийским орденом
Орден был изгнан с Мальты англичанами в 1798 году и хотел вернуться на остров Родос, где он находился с 1309 по 1522 годы.
Журден, заключил договор, по которому претензии Ордена в отношении Родоса были признаны в обмен на помощь Ордена в получении Грецией иностранного займа. 
Кодрикас поддерживал идею договора между Орденом и греческим правительством видя в нём – среди других преимуществ для греков – международное признание. 
Но он был решительно против договора подписанного Журденом 18 июля 1823, законность которого он оспаривал. 
По этому поводу Кодрикас написал рапорт в МИД Франции. 
Он также распространил свои взгляды в Греции, с целью сорвать интриги Ордена. 
Самому греческому правительству он передал – при посредничестве французского филэллина полковника Вутье отказ высших должностных лиц Ордена от договора подписанного Журденом, после реакции вызванной преждевременным раскрытием договора. 
Кодрикас и Вутье обменялись несколькими письмами на эту тему, два из которых сохранились в архивах Кодрикаса в ново-эллинском институте Сорбонны. 
В одном из них Кодрикас писал Вутье, который находился тогда в Греции, работать над предотвращением или прекращением любых дальнейших планов Мальтийского ордена и установить взаимную переписку, для обмена информацией о ситуации в Греции.

## Оценки договора Журдена
Мальтийская инициатива Журдена отмечена в греческой историографии негативно, в лучшем случае скептически. 
Наиболее резко по этому поводу высказывается современный исследователь П. Самиу, который именует инициативу комикотрагической и опасной. 
Самиу пишет, что с разрешения Метаксаса Журден попытался найти кредиторов и нашёл их в лице доверенных лиц Ордена рыцарей Св Иоанна, к которому он также принадлежал (здесь Самиу ставит восклицательный знак).
Иоанниты, члены выдворенного с Мальты в 1815 году рыцарского ордена, который не располагал ни территориями ни финансовыми ресурсами, предложили своё посредничество для получения кредита на имя греческого правительства, при условии что им будут переданы острова Родос (бывший на тот момент вообще вне географии восстания, в силу того что он был одной из основных баз османского флота и наличия значительного тогда мусульманского населения), Карпатос, Астипалея, после их освобождения и острова Сирос и островков Инусес находившихся под контролем повстанцев. 
Однако они просили сразу обосноваться на островах Сирос и Инусес, которые бы стали «полной собственностью и суверенитетом Ордена». 
Самиу считает, что соглашение Журдена ставило своей целью помочь Франции, через рыцарей приобрести базы в Эгейском море, греческой кровью и бесплатно. 
Он пишет, что это «возмутительное мошенничество потерпело бесславный крах». 
Временная администрация Греции отклонила его, «осознав что это хорошо продуманный заговор». 
Кипрские источники и историография дают дополнительную информацию «Мальтийского дела».
Они отмечают, что переговоры завязались ещё в период Веронского конгресса, на котором присутствовали представители иоаннитов, с целью продвинуть своё постоянное требование предоставить им территорию базирования — предпочтительнее один или несколько греческих островов. 
Самиу пишет, что в результате контактов греков и иоаннитов в Вероне и после фиаско греческой делегации в Вероне, Журден отправился в Париж, где с разрешения Метаксаса, но без ведома греческого правительства подписал договор с иоаннитами. 
Кипрские источники подтверждают, что в обмен на финансовую и военную помощь иоанниты запросили Родос и окружающие острова, но добавляют сюда Крит и, возможно, Кипр. 
Договор был подписан 10 июля 1823 года и Журден, вместе с рыцарем Филиппом Кастелленом отправились в Грецию для его ратификации. 
Греческому политику Александру Маврокордатосу удалось заблокировать дело, сохраняя вопрос открытым. 
Кипрские источники отмечают что в августе 1823 года митрополит Игнатий писал что он не против предоставления Кипра иоаннитам, поскольку Кипр, самый отдалённый от материковой Греции остров, так или иначе был вне восстания.
Тем временем Маврокордатос получил информацию от лорда Байрона что его страна не будет рада если Орден обоснуется в Эгейском море»:510.
В конце концов, Маврокордатос осознал ситуацию и уклонился от ратификации договора между Журденом и иоаннитами, поскольку, как пишет Самиу, последние были «фактически мошенниками, которые попытались воспользоваться бедственным положением восставшей Греции, которой они не могли предложить ни денег, ни военных сил».

## Договор Журдена как фактор получения займа в Британии и дипломатического признания
Договор Журдена вызвал «ревнивую реакцию Британии, усилил её интерес к событиям и ускорил её вмешательство в Восточное Средиземноморье к разрешению Греческого вопроса» »:505.
24 июня 1823 года Маврокордатос дал указание А. Луриотису попытаться получить заём до 4 млн испанских талеров в Англии»:510. 
При этом греческое правительство утверждало, что обеспечив даже элементарные материальные ресурсы для ведения войны, оно в состоянии вновь освободить северные греческие земли вплоть до границ Македонии с Фракией»:512, где греческие восстания к началу 1823 года были подавлены.
17 февраля 1824 года был получен первый британский заём, который при всех его тяжёлых условия, согласно немецкому историку Г. Гервиниусу «был первым действительным признанием греческой независимости» »:517.
Напротив, французский историк Édouard Driault (1864-1947)  пишет что именно договор Журдена с Мальтийским орденом был первым дипломатическим документом признававшим независимость Греции»:505.
Сознательно или нет и Гервиниус и Driault игнорируют тот факт, что в то время как официальная Европа осудила Греческую революцию а президент США выразил 4 декабря 1822 года свои надежды что «этот народ вернёт свою Свободу и место среди других (свободных) народов» »:500, чтобы через несколько месяцев заявить о своём нейтралитете»:501, первым единственным на тот момент государством признавшим независимость возрождающейся Греции стало бедное и ещё не завершившее своё собственное освобождение государство бывших гаитянских рабов письмом его президента от 15 января 1822 года
Извиняясь за свои малые возможности, гаитянское руководство послало греческим повстанцам 45 т. кофе (на продажу) и 100 добровольцев, которые однако все умерли в пути по неизвестной причине.

## После “Мальтийского дела”
Вильям Сент Клер, ссылаясь на книгу Журдена пишет, что он вновь появился в Греции, но был арестован и выслан из страны «после несдержанного протеста против Акта о подчинении Англии» (reappeared in Greece, but was arrested and bundled out of the country after an intemperate protest against the Act of Submission to England), ставшего   результатом предоставления английских займов.
Журден также обвинял англичан в том, что в своём стремлении установить контроль над возрождающимся греческим государством, они создали систему коррупции с центром на подвластных им Ионическх островах, что давало им возможность вмешиваться в греческую междоусобицу. Сея её (междоусобицу) между политическими и военными вождями повстанцев и предлагая им деньги, они надеялись что греки будут вынуждены вступить под протекцию Британии:Г-54.
Много позже, в своих мемуарах изданных в Париже в 1828 году, он утверждал, что “английская партия” руководимая А. Маврокордатосом рассчитывала что падение Месолонгиона, улучшит её шансы в военно-политических кругах страны на запрос вступления ещё не воссозданного государства под британскую протекцию:Г-196.
Несмотря на это, отмечается что в 1825 году, в звании лейтенанта, Журден воевал под командованием французского филэллина полковника Фавье.
Но уже в 1827 году, шотландский филэллин Thomas Douglas Whitcombe упоминает его участником боёв в регионе Пирея в звании полковника. 
Не располагаем конкретной датой его возвращения во Францию, но в 1828 году он издал в Париже свои мемуары – историю Греческой революции с 1822 года до Наваринского сражения, в прологе которой был представлен издателем как полковник греческой армии.
Его книга стала важным подспорьем историографии Греческой революции, но после её издания сам Журден выпал из поля зрения историографов. 
Не располагаем информацией о последних годах его жизни.